# Stade de Moundou
Stade de Moundou – to wielofunkcyjny stadion w Moundou w Czadzie. Jest obecnie używany głównie dla meczów piłki nożnej oraz zawodów lekkoatletycznych.